# Vitoret
La Voigtländer Vitoret è una macchina fotografica compatta a pellicola molto diffusa negli anni '60 e '70 del Novecento.

## Descrizione
Ha avuto diverse versioni, compresa quella con esposimetro incorporato. Era dotata di un obiettivo fisso 50mm f2,8. Era venduta con una custodia rigida in pelle color terra di siena.

## Galleria d'immagini

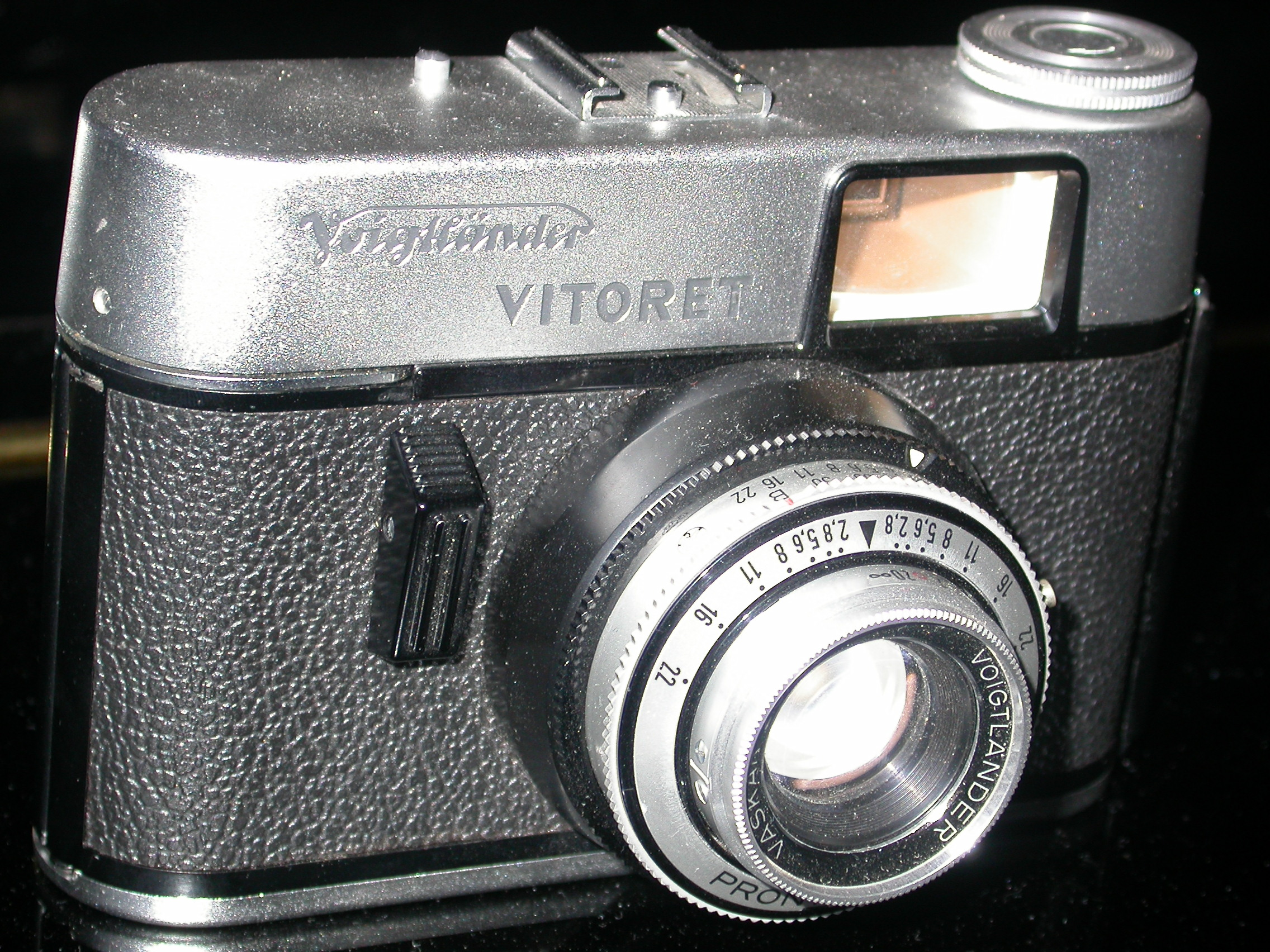
Voigtlander Vitoret, Vaskar 2.8/50, Prontor 125, Made in Germany
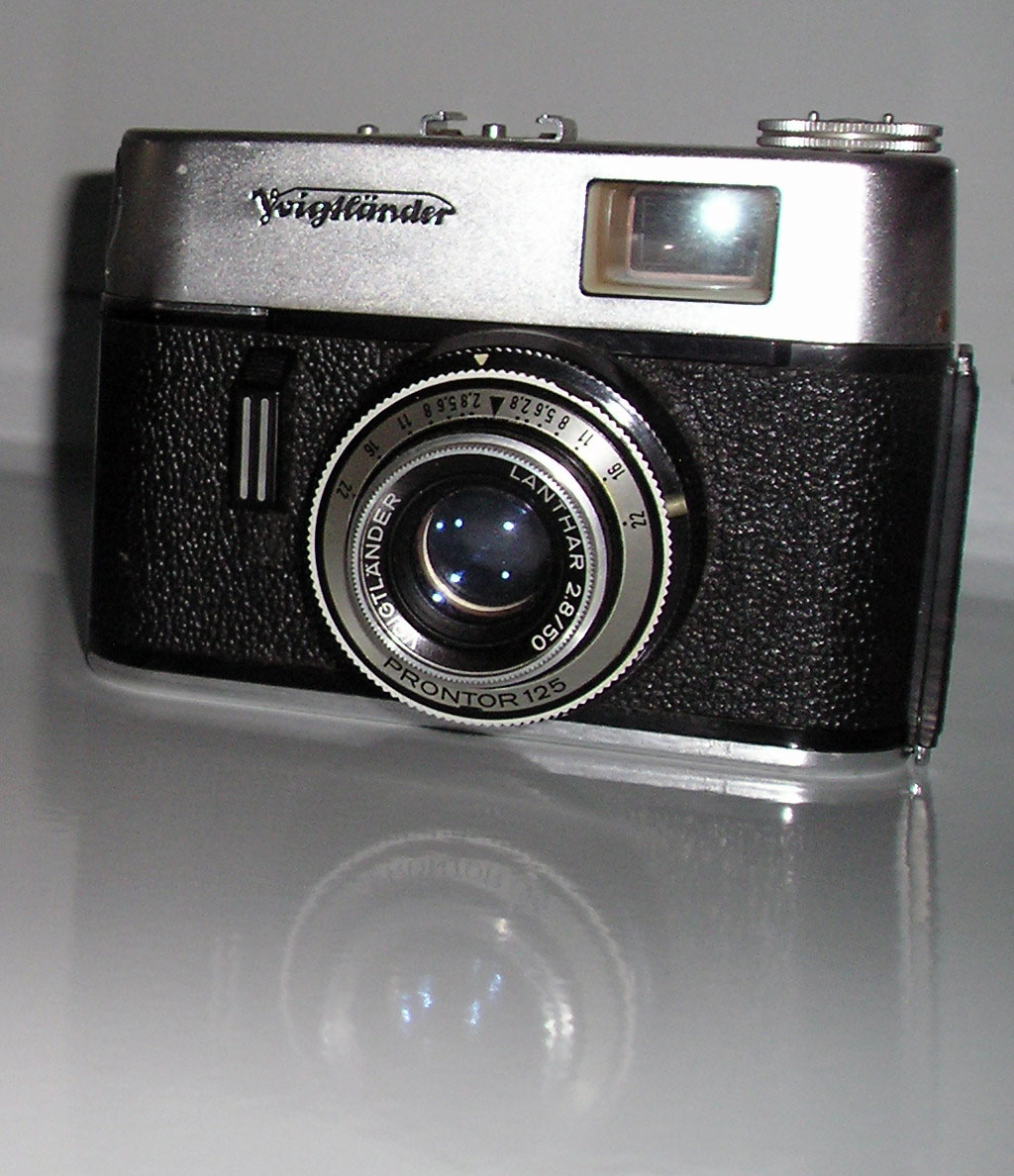
Voigtländer camera, Vitoret F, Lanthar 2.8/50, Prontor 125, Made in Germany
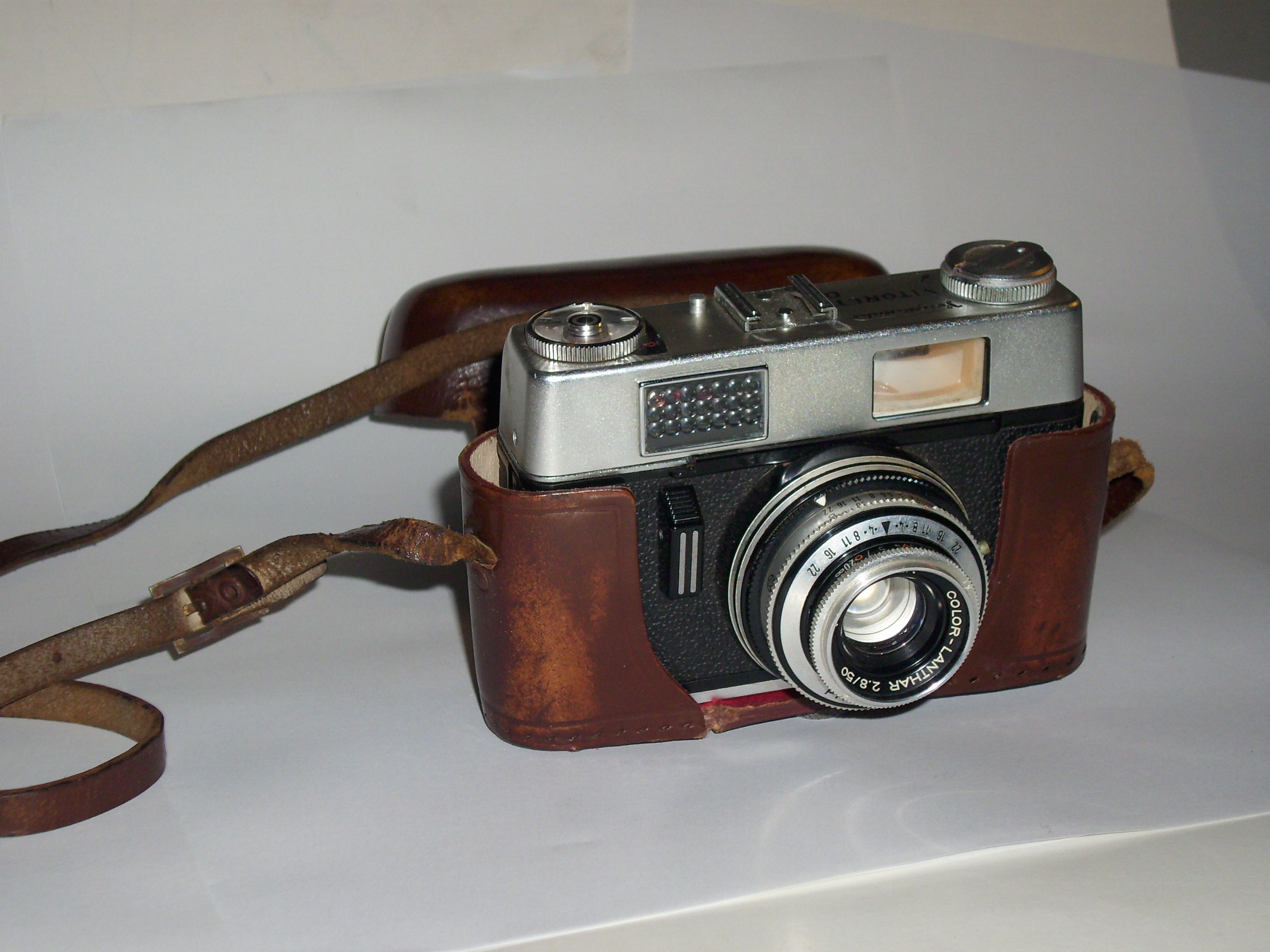
Voigtlander Vitoret D. La macchina con la parte inferiore della custodia.
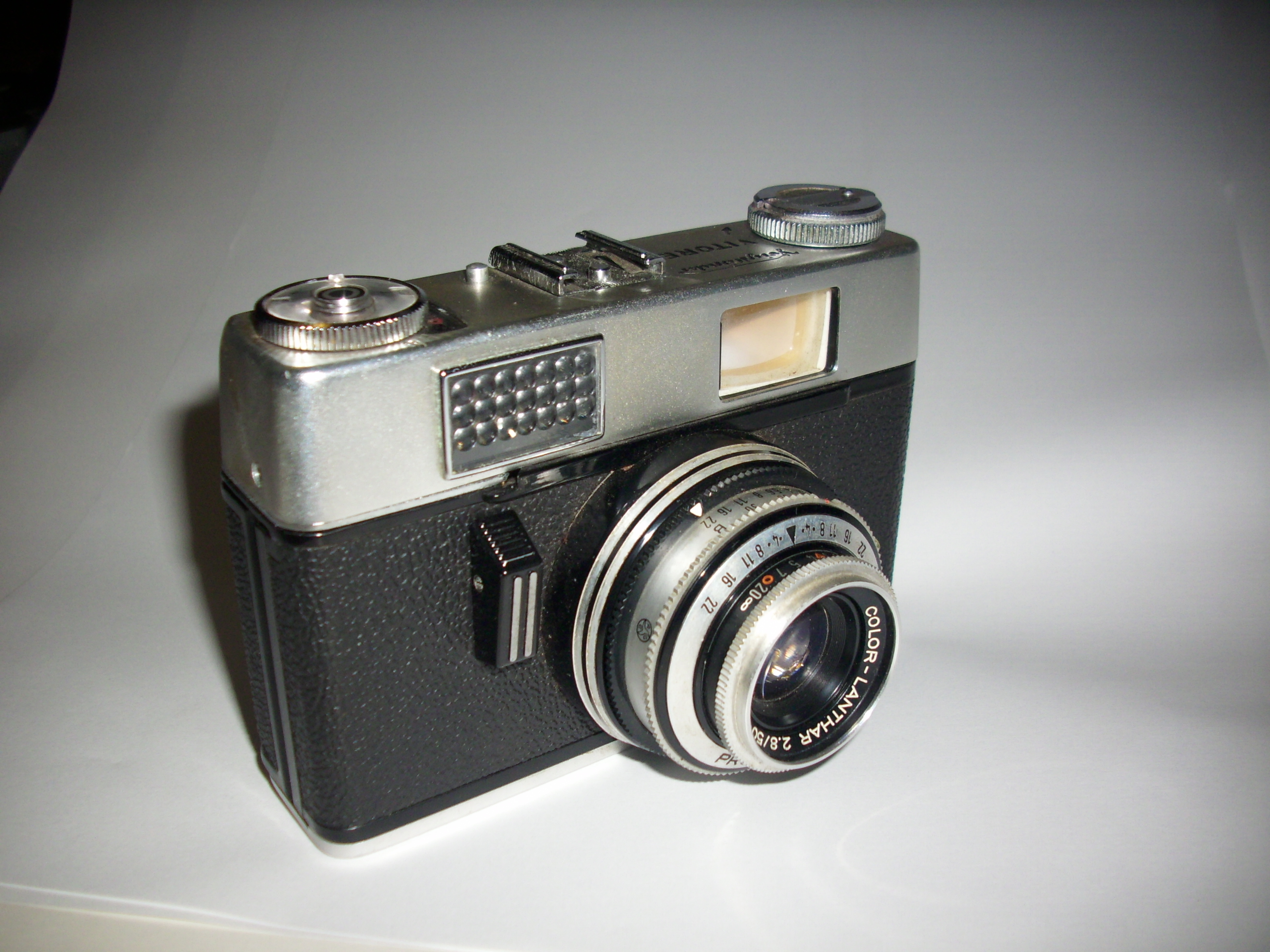
Voigtlander Vitoret D
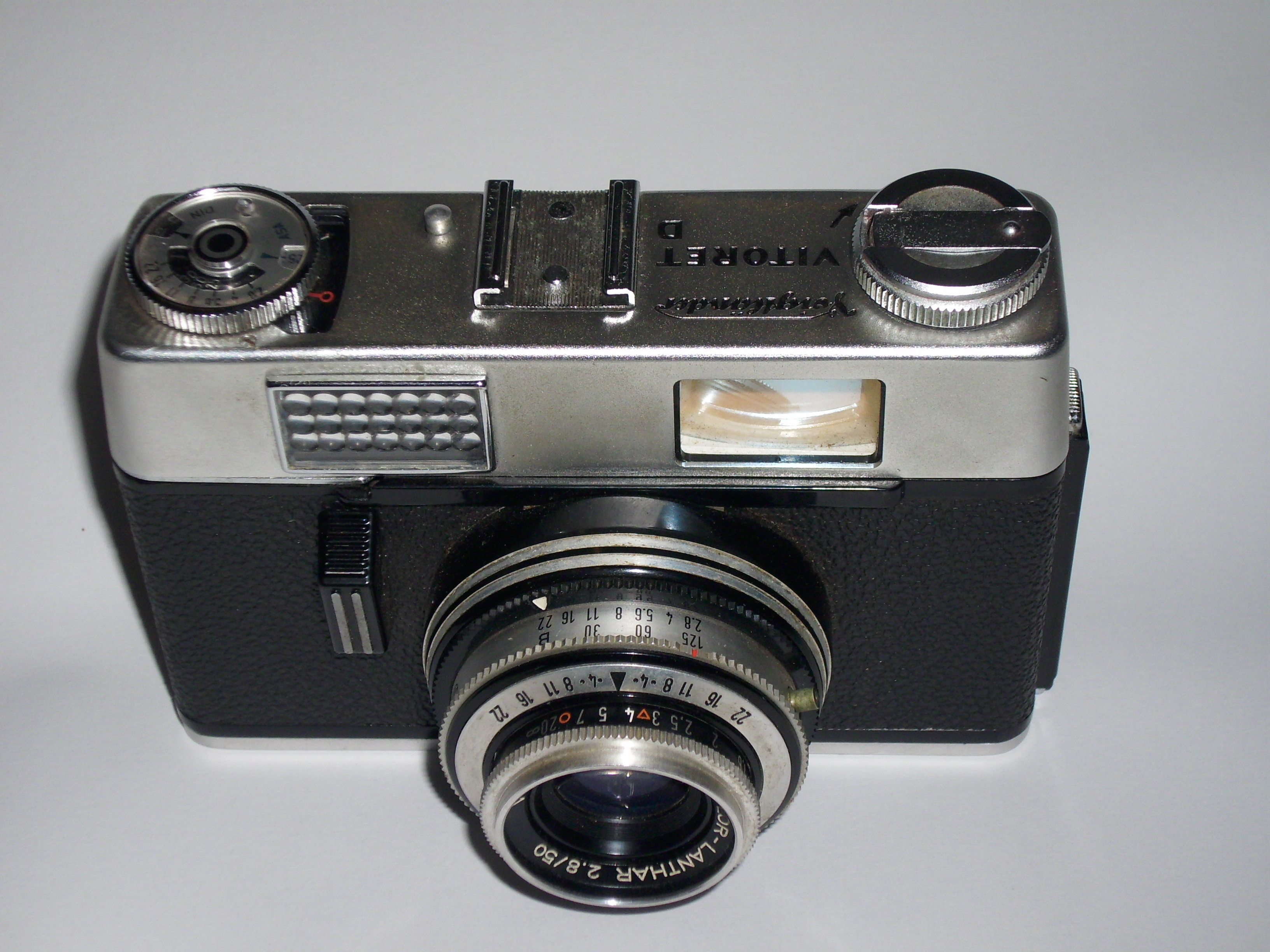
Voigtlander Vitoret D
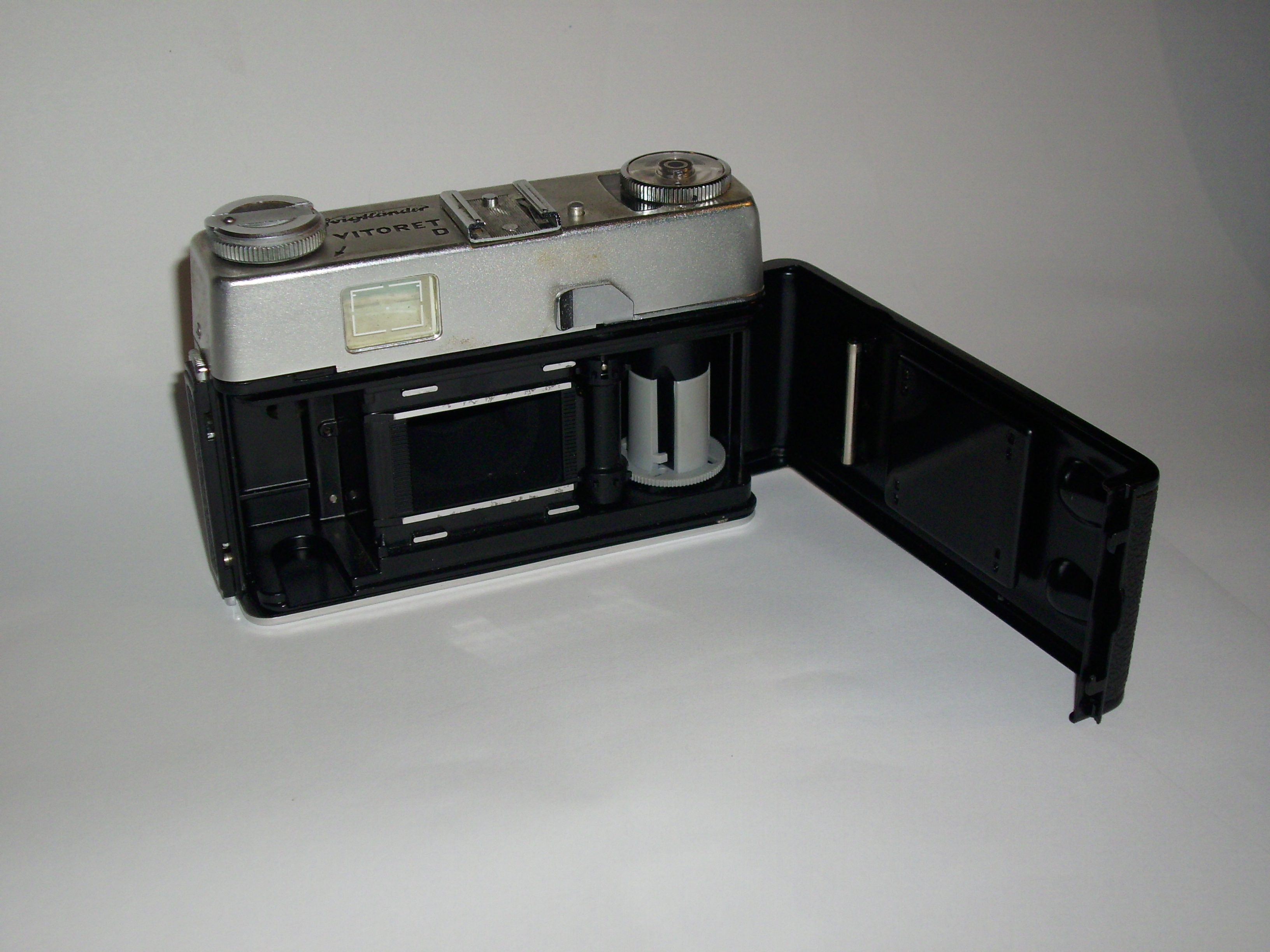
Voigtlander Vitoret D
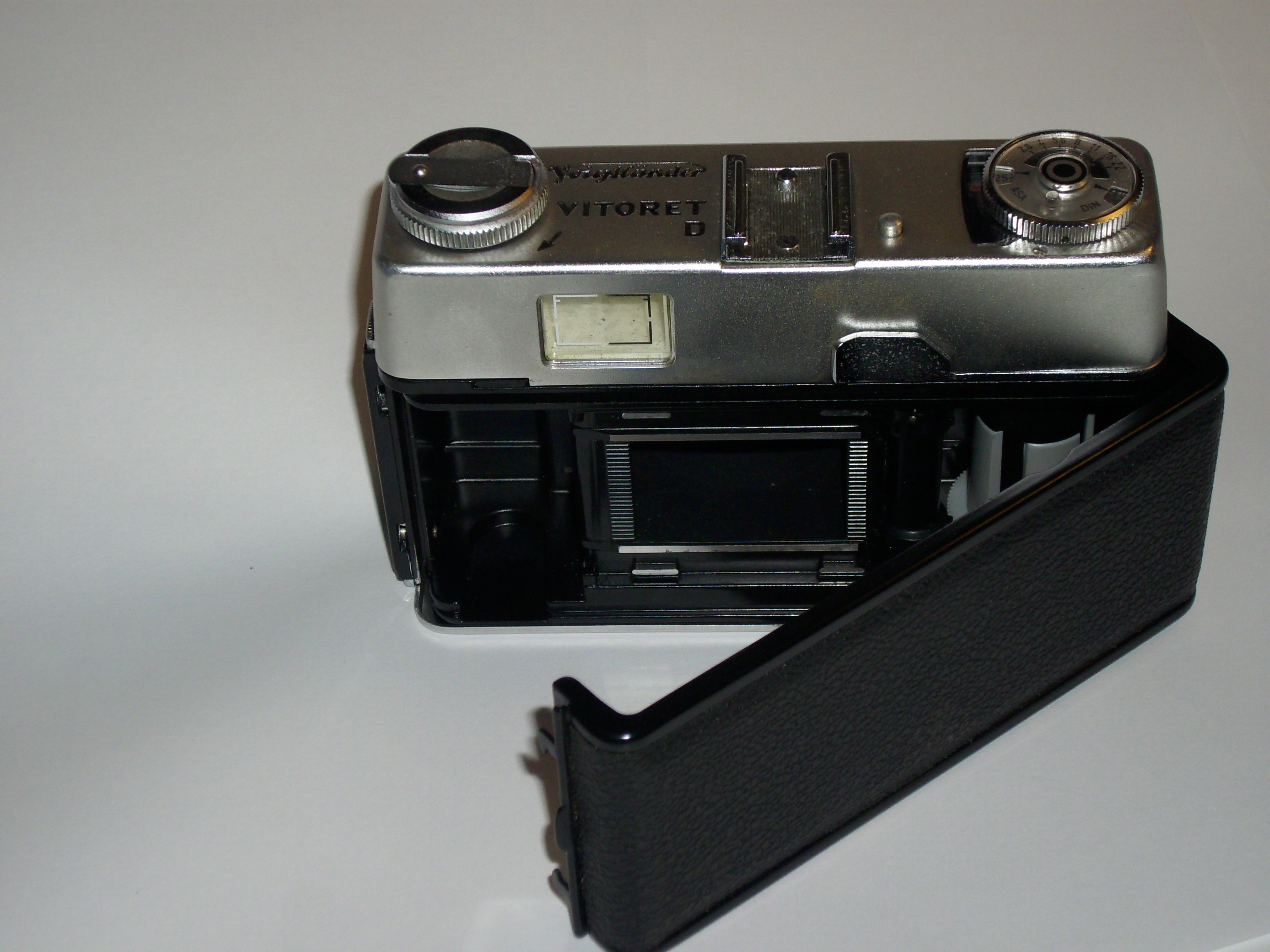
Voigtlander Vitoret D
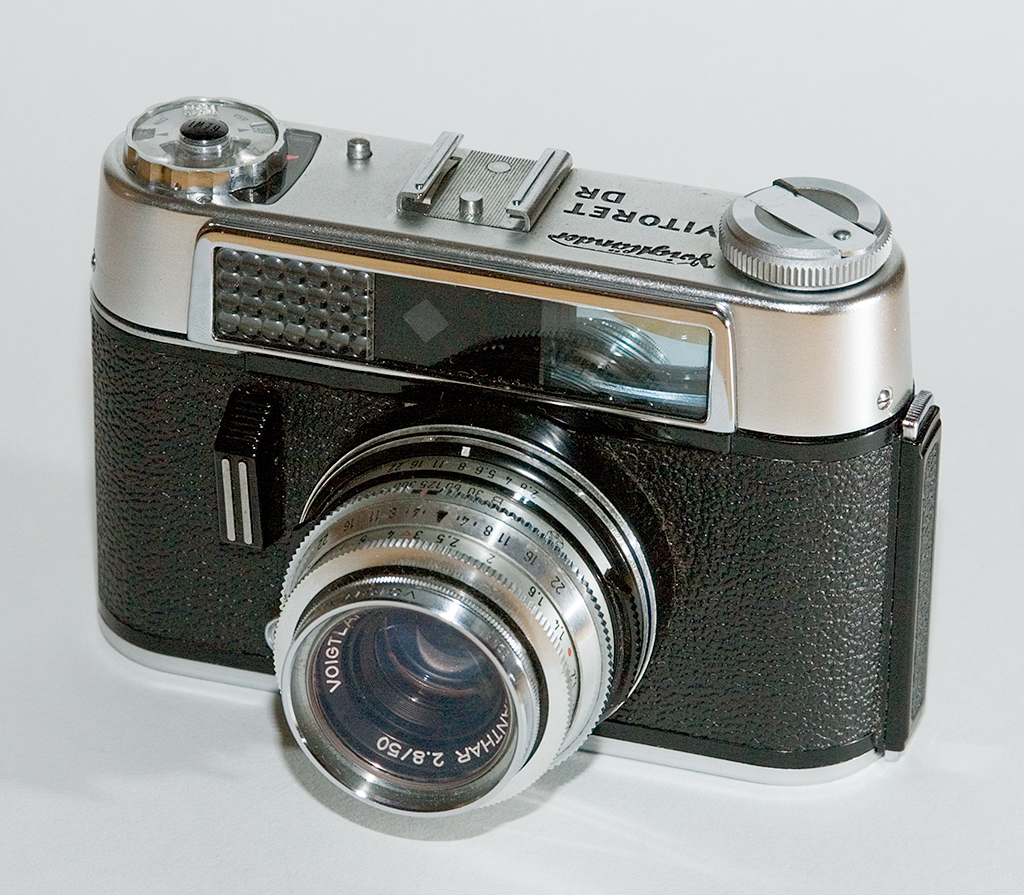
Voigtlander Vitoret DR
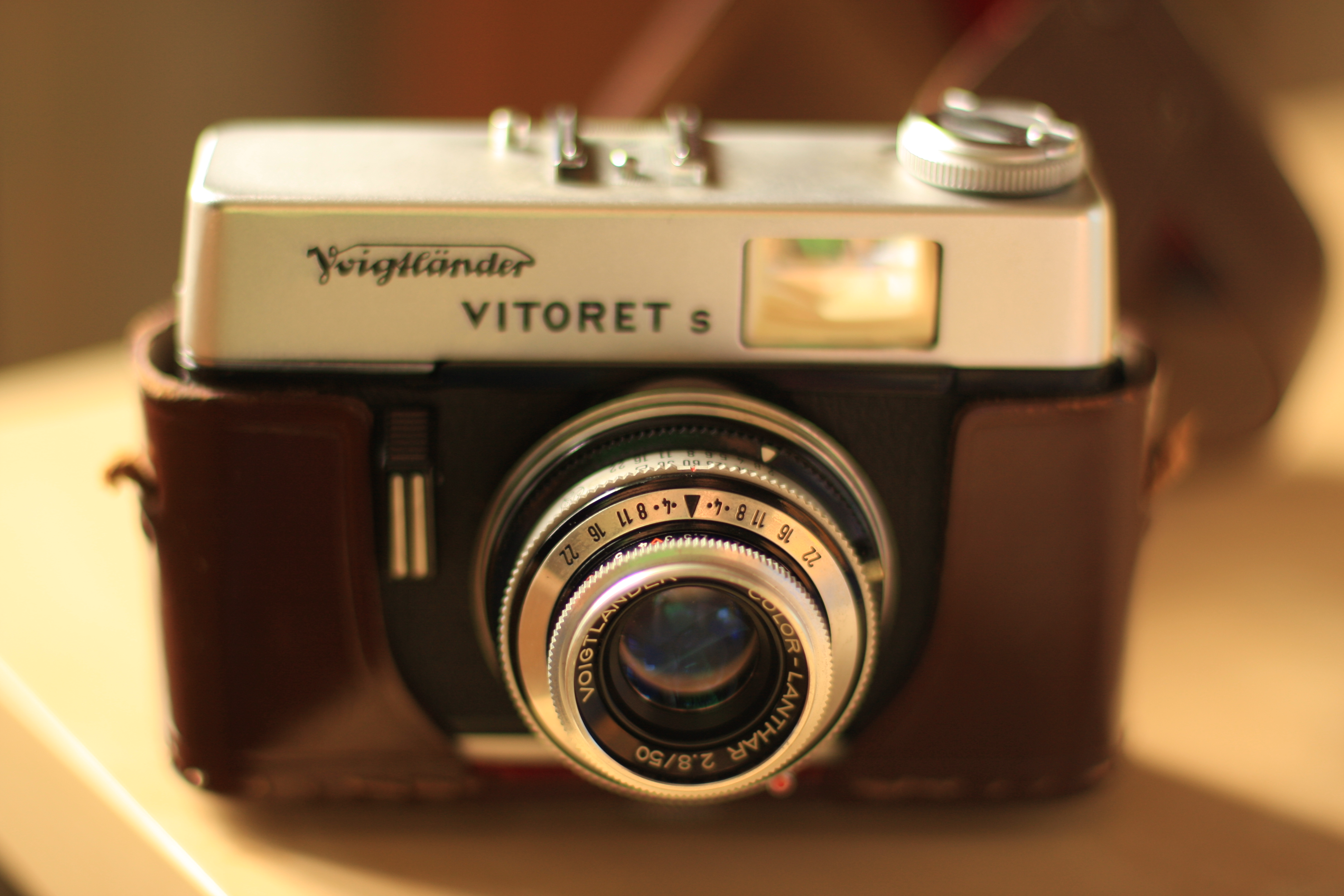
Voigtlander Vitoret S
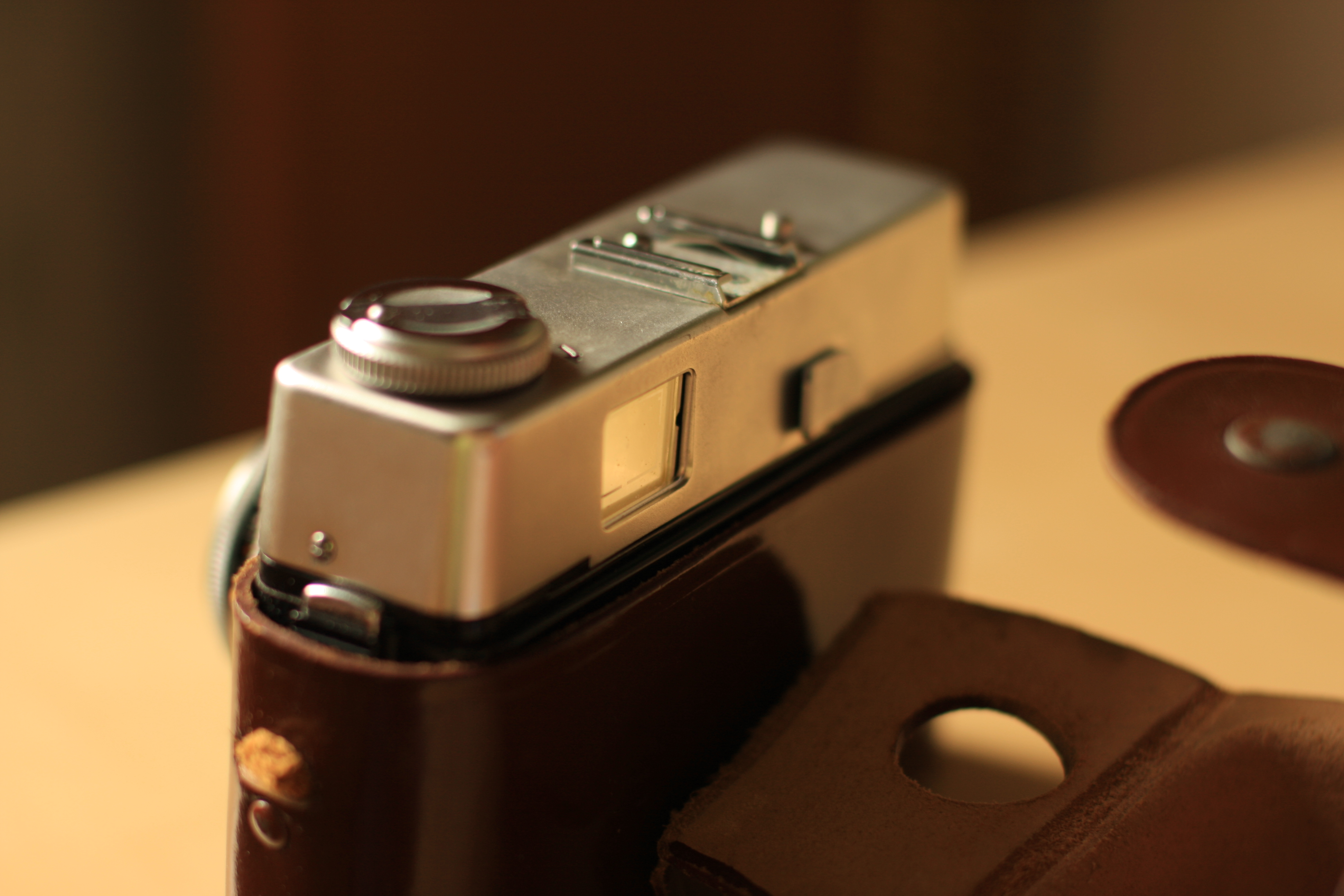
Voigtlander Vitoret S
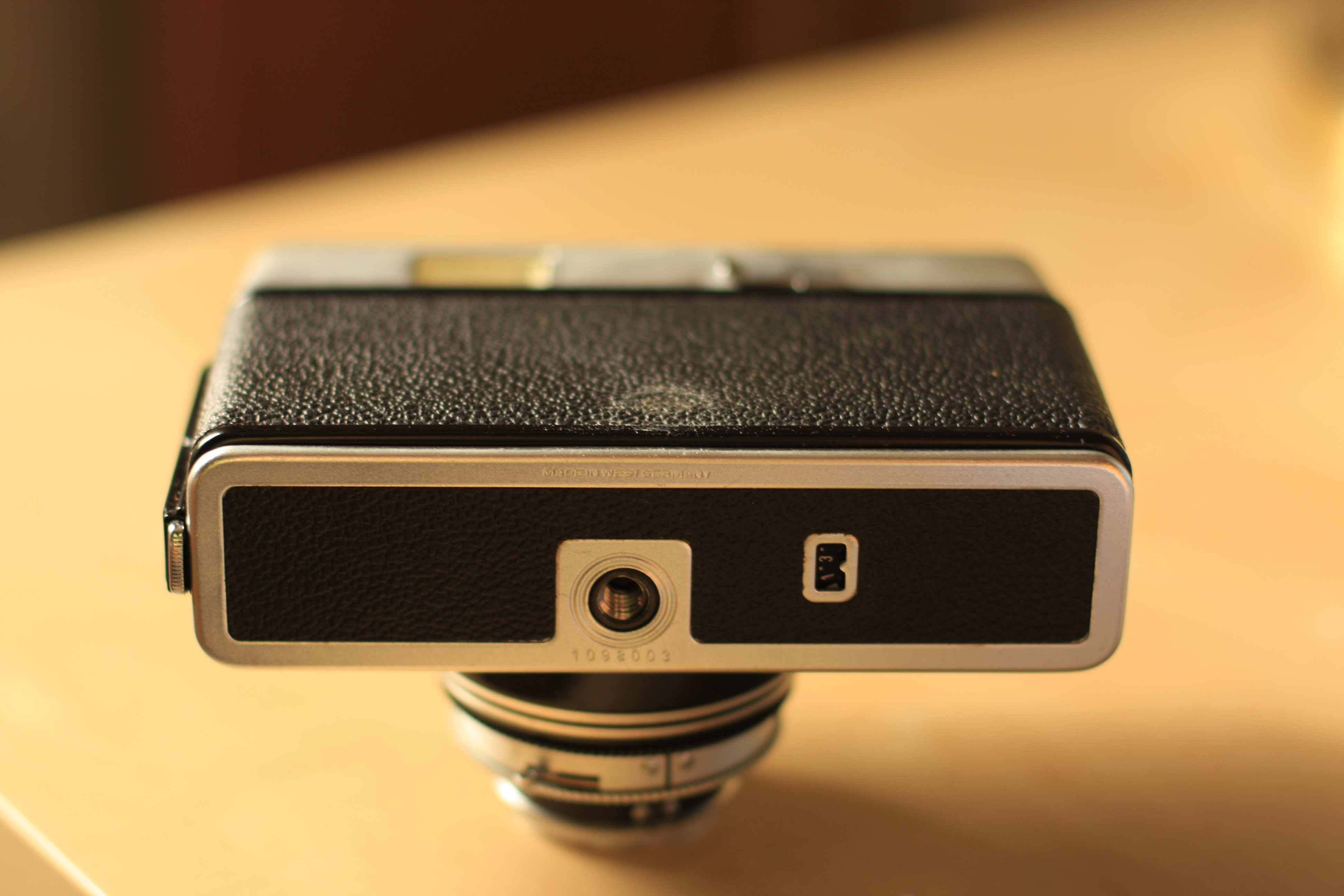
Voigtlander Vitoret S